# Antonio Salviati
Antonio Salviati (ur. 16 marca 1816 w Vicenzy, zm. 25 stycznia 1890 w Wenecji) – włoski prawnik i przedsiębiorca, doktor praw, założyciel znanej od początku XIX w. włoskiej firmy produkującej szkło i ozdobne szklane mozaiki, niezwykle drogie i cenione na przełomie XIX i XX wieku. Swoją działalnością pomógł wyspie Murano odzyskać wiodącą pozycję ośrodka włoskiej sztuki szklarskiej. Doprowadził do zainteresowania europejskich odbiorców włoskim barwnym szkłem ozdobnym. Wykonawca jedynej w Łodzi i jednej z nielicznych w Polsce mozaiki nadkominkowej w pałacu łódzkiego fabrykanta Karola Scheiblera.

## Życiorys
Urodził się w miejscowości Vicenza (Wenecja Euganejska) w północnych Włoszech. Z wykształcenia prawnik, jednak nie prawo stało się jego głównym zajęciem, lecz wyrób szkła oraz ozdobnych kolorowych mozaik, układanych z ich niewielkich kawałków.
Szkłem ozdobnym zainteresował się zaangażowawszy się w prace rekonstrukcyjne mozaiki w weneckiej katedrze św. Marka. W 1859 wraz ze wspólnikiem – Lorenzo Radio założył firmę wytwarzającą szkło ozdobne, która już po kilku latach stała się znana również poza granicami Włoch i zaczęła otrzymywać duże zamówienia z zagranicy. Między innymi wykonała szklaną mozaikę przesłaniającą główny ołtarz w Opactwie Westminsterskim. Około 1876 Salviati rozstał się ze wspólnikami i założył nową firmę.
Pracował na wyspie Murano, która od średniowiecza była europejskim centrum sztuki szklarskiej, podupadłym we współczesnych mu czasach. Przyczynił się do reaktywacji rzemiosła, adaptując na nowo tradycyjne techniki do potrzeb nowoczesnych procesów produkcyjnych. Firma Salviatiego wypromowała też szkło jako powszechnie dostępną formę sztuki oraz zainicjowała zainteresowanie kolekcjonerów użytkowym szkłem stołowym i ozdobami szklanymi. Jego prace znane były w całej XIX i wczesno XX-wiecznej Europie, również w kręgu najbogatszej polskiej burżuazji, m.in. z obszaru zaboru rosyjskiego. Poza dziełami w Łodzi ich liczba oraz rozmieszczenie na terenie Polski nie zostało do tej pory zinwentaryzowane.
W czasach poprzedzających działalność Salviatiego szkło artystyczne stanowiły wyłącznie unikatowe i drogie wyroby dostępne bogatym nabywcom. Pod koniec wieku XIX, dzięki staraniom Salviatiego i innych postępowych producentów, większość wiktoriańskich saloników mogła poszczycić się przynajmniej jednym egzemplarzem barwnego wyrobu szklanego.
Salviati był też pierwszym we Włoszech nowoczesnym fabrykantem, zatrudniającym wielu wykwalifikowanych pracowników do masowej produkcji szkła przeznaczonego przede wszystkim na eksport. Jego wyroby, bardzo popularne, były prezentowane na wielu europejskich wystawach, stąd prawdopodobnie ich znajomość w Polsce.

## Działalność w Polsce

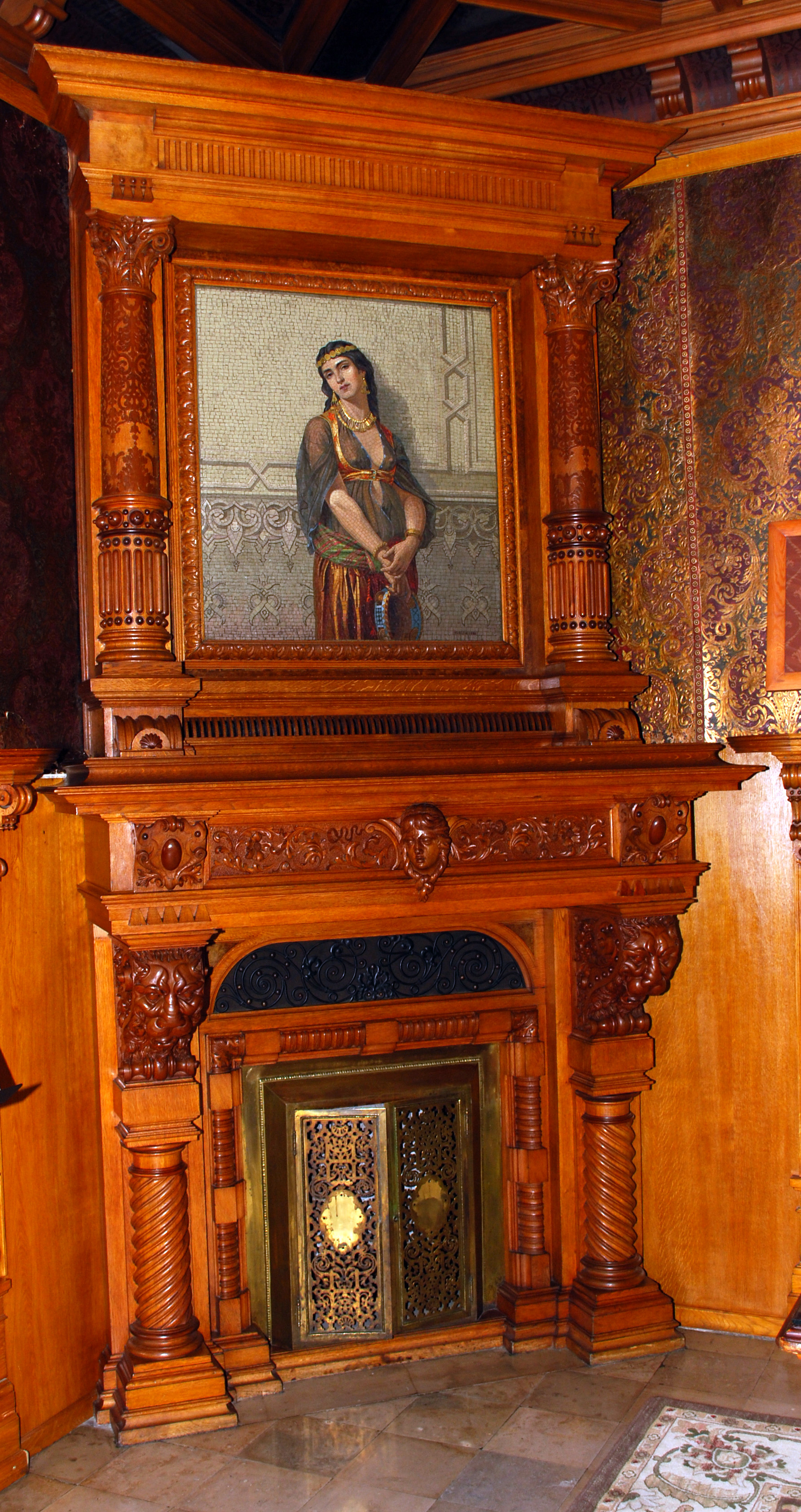
Mozaika w pałacu Karola Scheiblera

### Łódź
oryginał
- w Łodzi, wbrew obiegowej opinii, znajduje się tylko jedna mozaika Salviatti’ego, o wymiarze 81,0 × 90,0 cm, wykonana według projektu art. plastyka Hansa Schrama, umieszczona nad kominkiem w gabinecie największego łódzkiego fabrykanta w przemyśle włókienniczym – Karola Wilhelma Scheiblera, sen., w jego pałacyku przy obecnym pl. Zwycięstwa 2 (dziś Muzeum Kinematografii w Łodzi), przedstawiająca kobietę z tamburynem w stroju orientalnym, sygnowana w jej dolnej partii: D.A. Salviati, 1886[a][5].

z warsztatu firmy „Salviati et Co”
- fryz poddachowy według projektu wiedeńskiego malarza Aloisa Hansa Schrama w kamienicy rezydencjonalnej łódzkiego fabrykanta włókienniczego – Juliusza Kindermanna przy ul. Piotrkowskiej 137/139, przedstawiający w sposób alegoryczny handel bawełną, od zbioru po jej załadunek na statek żaglowy w porcie weneckim[b][6].

mylnie przypisywane jemu lub jego firmie są inne łódzkie mozaiki:
- wewnętrzne wypełnienie kopuły nad mauzoleum Izraela i Leonii Poznańskich na tzw. nowym cmentarzu żydowskim, przy obecnej ul. Brackiej[d][7][8][3], w rzeczywistości wykonana – według najnowszych badań z pocz. XXI w. – przez znaną niemiecką firmę Johann Odorico, Frankfurt n. Menem i Berlin[3],
- mozaika (wym. 124 × 100 cm) nad wewnętrzną fontanną w wilii Wilhelma Teschemachera (dziś siedziba oddz. łódzkiego PTTK), przy ul. S. Wigury 12a, przedstawiająca wazon z kwiatami; nie sygnowana, a sposób jej wykonania zdecydowanie inny niż mozaiki z pałacu K. Scheiblera (ogólnie na niskim poziomie precyzji łączenia elementów), co czyni dużą wątpliwość to, że ma jakikolwiek związek z Salaviattim, czy nawet z jego warsztatem.

## Rodzina Salviati

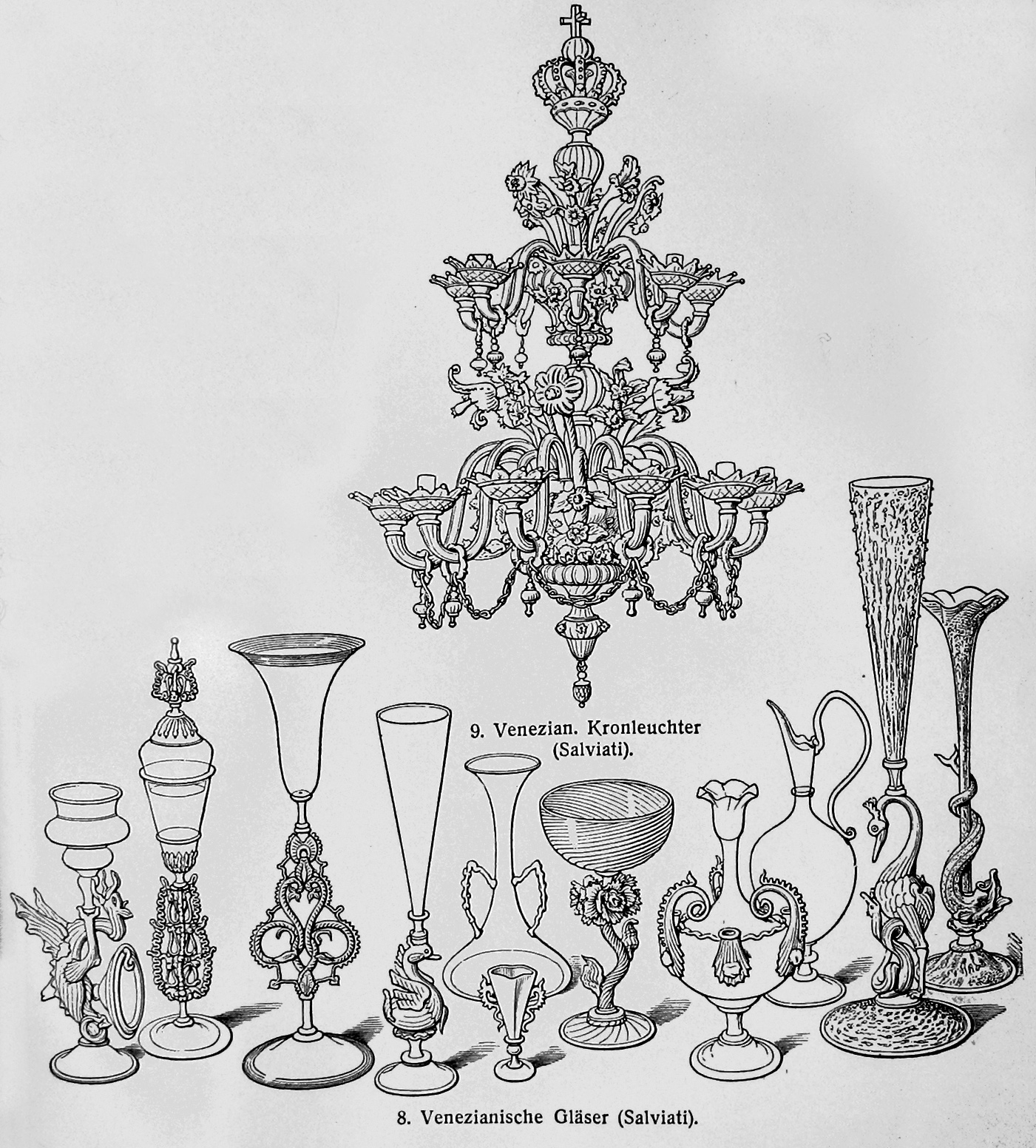
Wyroby szklane A. Salviatiego, ilustracja z 1888 roku

Z rodziny o nazwisku Salviati wywodzili się też inni wytwórcy szkła i mozaik zamieszkali w Murano, Wenecji oraz w Londynie, pracujący jako firma „Salviati, Jesurum & Co” (pod adresem Regent Street 213, Londyn); znani również pod nazwą „Salviati and Co.”, a później (po roku 1866) „Spółka Producentów Szkła i Mozaiki w Wenecji i Murano” (dzisiaj Pauly & C. – Compagnia Venezia Murano). W 1898 roku na fasadzie nowej londyńskiej siedziby firmy, przy ul. Regent Street 235 (obecnie sklep Apple Store), znajdował się szereg mozaikowych herbów (widocznych do dzisiaj po rekonstrukcji z 1999 roku).
Z tej rodziny wywodził się także Giulio Salviati (1843–1898), który w XIX w. pracował przy wielu budynkach w Wielkiej Brytanii, m.in.:
- pomnik Albert Memorial
- przesłona ołtarza w Opactwie Westminster
- Katedra Westminsterska
- Dom Rady (Council House) w Birmingham
- pomnik Chamberlain Memorial, Birmingham
- katedra św. Dawida w Walii

W roku 1999 firmę nabył francuski producent szkła jako „Arc International”.